# Giovanni Luca Zuzzeri
Pour les articles homonymes, voir Zuzzeri.
Giovanni Luca Zuzzeri (en français : Jean-Luc Zuzzeri; en croate: Ivan Luka Zuzorić), né à Raguse, aujourd'hui en Croatie en 1716 et décédé à Rome le 18 novembre 1746, est un prêtre jésuite italien, numismate et archéologue. Il appartenait à la famille de Bernardo Zuzzeri.

## Biographie
A quinze ans (1731) Giovanni Luca Zuzzeri entre au noviciat de la Compagnie de Jésus et, placé sous la direction de maîtres habiles, il acquiert bientôt une connaissance approfondie de la langue grecque, et une remarquable érudition dans les diverses branches de l'archéologie. Il enseigne dans les collèges jésuites de Sienne, Loreto et Macerata.
Envoyé par ses supérieurs à Paris, il y visite le cabinet de médailles de l'abbé de Rothelin. De retour en Italie, la découverte de quelques antiquités précieuses, dans les ruines de Tusculum, lui fournit le sujet d'une savante dissertation. D'autres travaux étaient en chantier lorsqu'il mourut à Rome, le 18 novembre 1746, à l'âge de 30 ans.

## Écrits
- D'una antica villa scoperta sul dosso del Tusculo, e d'un antico orologio a sole ritrovato ira le ravine della medesima, dissertazioni due, Venise, in 4, fig. Dans la première dissertation, l'auteur prouve que la maison ou villa découverte à Tusculum est celle de Cicéron. La seconde est un traité complet des horloges des anciens, et des différentes méthodes qu'ils employaient pour mesurer le temps.
- Sopra una medaglia di Attalo Filadelfo, e sopra una parimente d'Annia Faustina, due dissertazioni, Venise, in-4. La dissertation sur la médaille d'Annia Faustina avait été publiée en français, dans les Mémoires de Trévoux, en août 1745. Cette version se retrouve en regard du texte italien, dans le volume qu'on vient d'indiquer, et dont l'éditeur est le père Girolamo Lombardi.

## Source
« Giovanni Luca Zuzzeri », dans Louis-Gabriel Michaud, Biographie universelle ancienne et moderne : histoire par ordre alphabétique de la vie publique et privée de tous les hommes avec la collaboration de plus de 300 savants et littérateurs français ou étrangers, 2e édition, 1843-1865 [détail de l’édition]